# Alain Grimfeld
Alain Grimfeld, né en 1941, est un médecin pédiatre français, président du Comité consultatif national d'éthique (CCNE) de 2008 à 2012.

## Biographie
Pédiatre de formation et spécialiste des problèmes d'asthme chez l'enfant, il est professeur de médecine à l'Université Pierre-et-Marie-Curie et chef de service à l'hôpital Armand-Trousseau à Paris.
Alain Grimfeld est le président du Comité de la prévention et de la précaution et a été le président du conseil scientifique de l'Agence française de sécurité sanitaire des produits de santé. Il devient membre du Comité consultatif national d'éthique en 2005, puis est nommé le 19 février 2008, sur décision de Nicolas Sarkozy, président du comité en remplacement de Didier Sicard, fonction qu'il occupe jusqu'à fin août 2012.
Il a été également conseiller de Jean-François Mattei.
Il est depuis président du comité d'éthique de l'association ADEF Résidences et enseignant.